# Coris julis
 (août 2024).
Si vous disposez d'ouvrages ou d'articles de référence ou si vous connaissez des sites web de qualité traitant du thème abordé ici, merci de compléter l'article en donnant les références utiles à sa vérifiabilité et en les liant à la section « Notes et références ».
Espèce
Statut de conservation UICN

 LC  : Préoccupation mineure
La girelle (Coris julis), appelée aussi girelle royale (pour les mâles) ou girelle commune (pour les femelles), est une espèce de poissons de la famille des Labridae.
Il ne faut confondre cette espèce ni avec celle également appelée « girelle » à Maurice, Halichoeres hortulanus, ni avec le genre latin Girella de la famille des Kyphosidae.

## Description de coris julis
La girelle royale est un poisson hermaphrodite protérogyne, qui passe de femelle à mâle à un stade particulier de sa vie, et le demeure jusqu'à la fin. Sa reproduction est donc sexuée, et les femelles sont plus nombreuses que les mâles. Elle vit sur les côtes méditerranéennes, où elle est très commune, à l'est de l'Atlantique (déjà vue en Bretagne), du Gabon au nord de l'Écosse, ainsi que sur les côtes des îles du Cap-Vert, des îles Canaries et des Açores.
Le nom de girelle royale s'applique aux individus mâles (reconnaissables à leurs couleurs vives), et le nom de girelle commune aux femelles (couleurs moins marquées). Lors de la transformation d'une femelle en mâle, la girelle finira par adopter les couleurs vives définitives.

## Comportement
La girelle est macrophage et carnivore, elle se nourrit de petits crustacés, mollusques, oursins, vers, isopodes et amphipodes, qu'elle capture grâce à ses dents proéminentes.
Les individus juvéniles affectionnent les herbiers de posidonies (Posidonia oceanica) et la proximité des parois rocheuses. Les individus adultes vivent légèrement plus profond, notamment sur les fonds rocheux couverts d'algues.
Les girelles vivent en petits groupes. Le mâle, très dominant, possède un harem de femelles, et lorsque le mâle meurt, la femelle la plus vieille du groupe le remplace en devenant mâle à son tour. Les mâles sont aussi reconnaissables par leur longueur : ils sont plus longs que les femelles (18 centimètres environ)
Les œufs sont pélagiques. Les juvéniles sont matures sexuellement au bout d'un an.
Ce poisson se rencontre de 0 à 120 mètres de profondeur.
La nuit venue, ainsi que l'hiver, la girelle à la particularité de s'enfouir dans le sable, pour échapper aux prédateurs ou lorsque les eaux se refroidissent.
Une espèce proche plus colorée Thalassoma pavo, connait un comportement semblable.
cette espece affectione les côtes rocheuses et peut la voir souvent si ont soulève les rochers

## Galerie

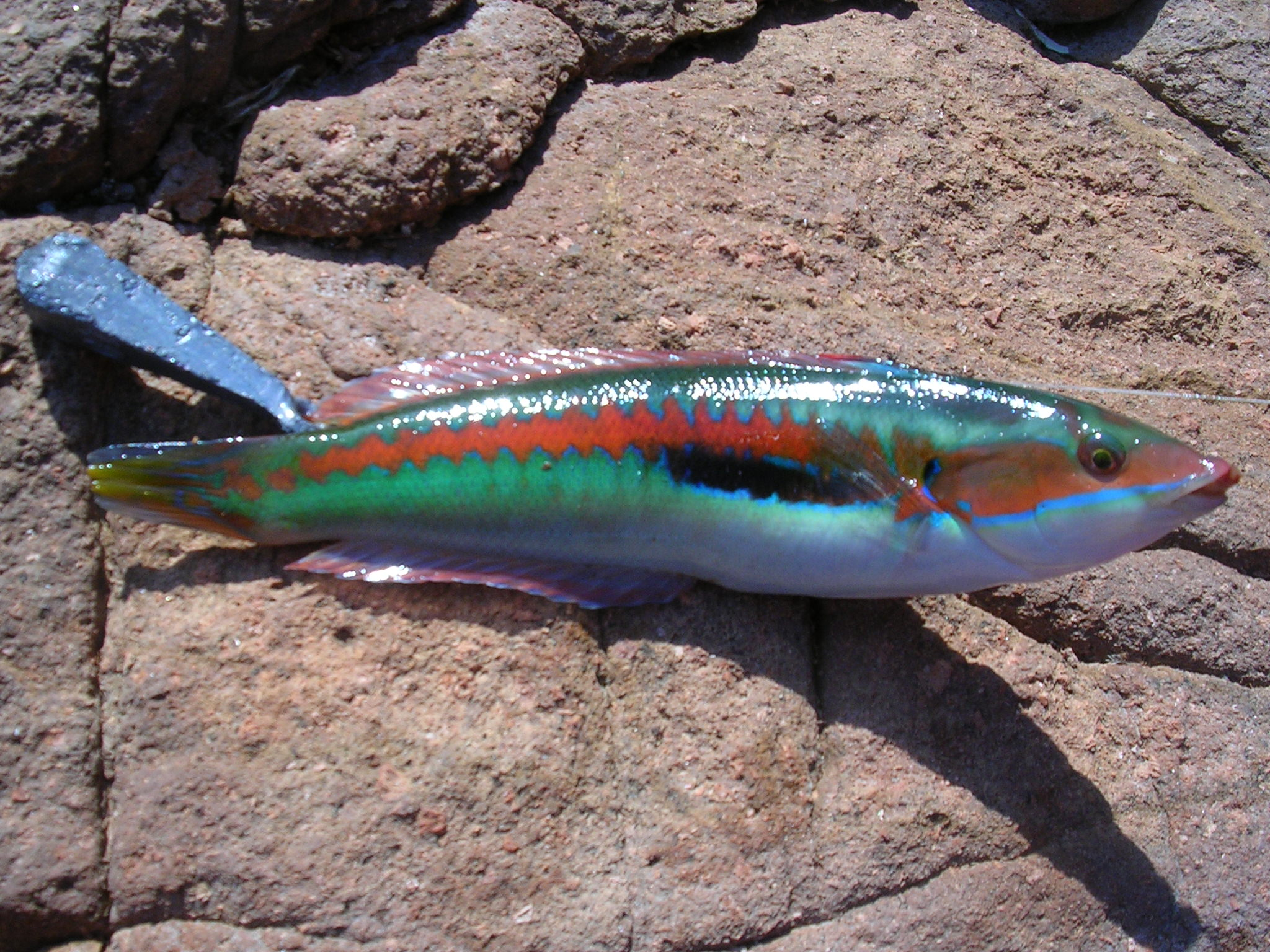
Une girelle royale pêchée : ce poisson fait objet d'une pêche active (Notamment en Provence) il est l'un des ingrédients de la bouillabaisse. Il est aussi très présents en aquarium.
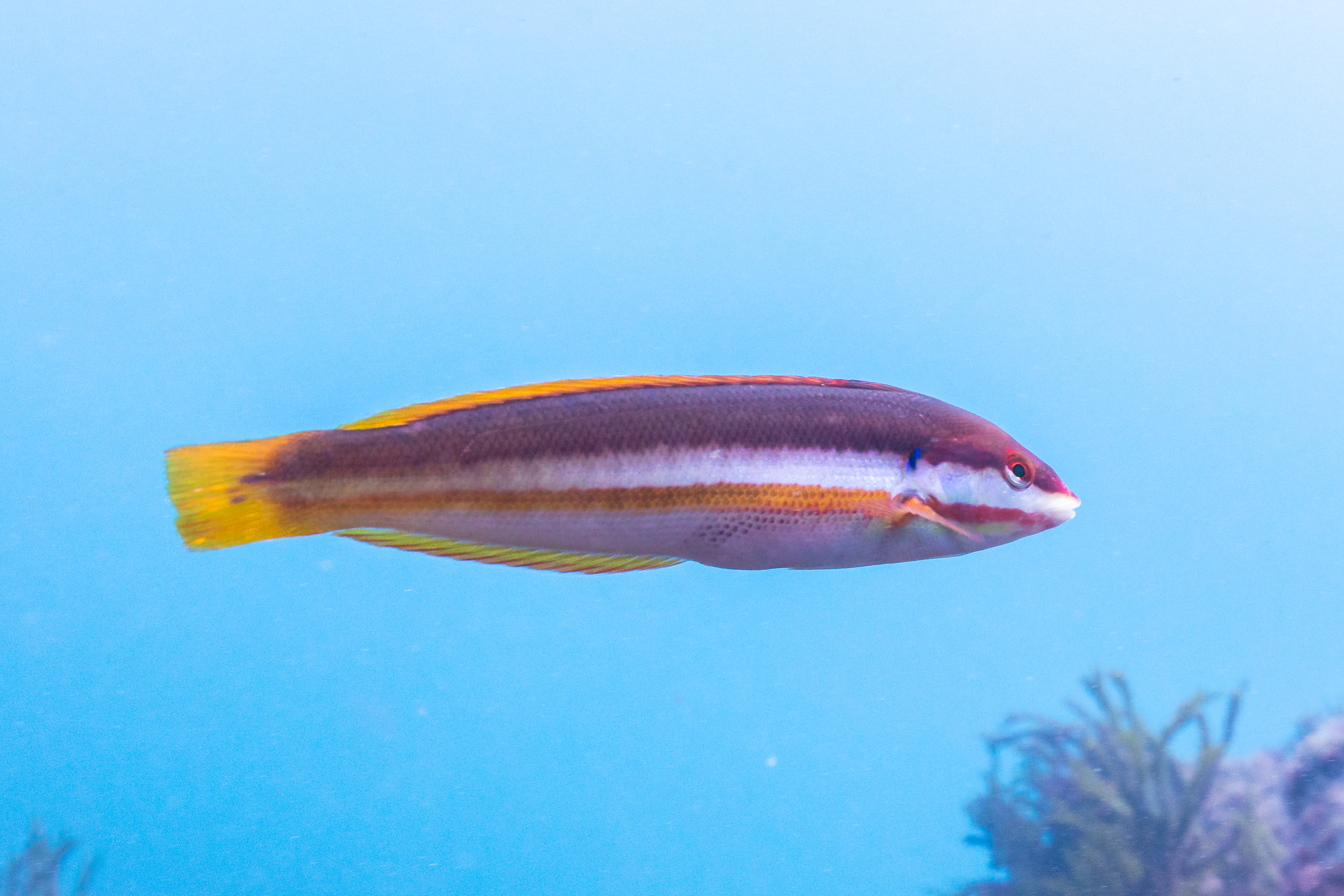
Détail de la femelle Marseille
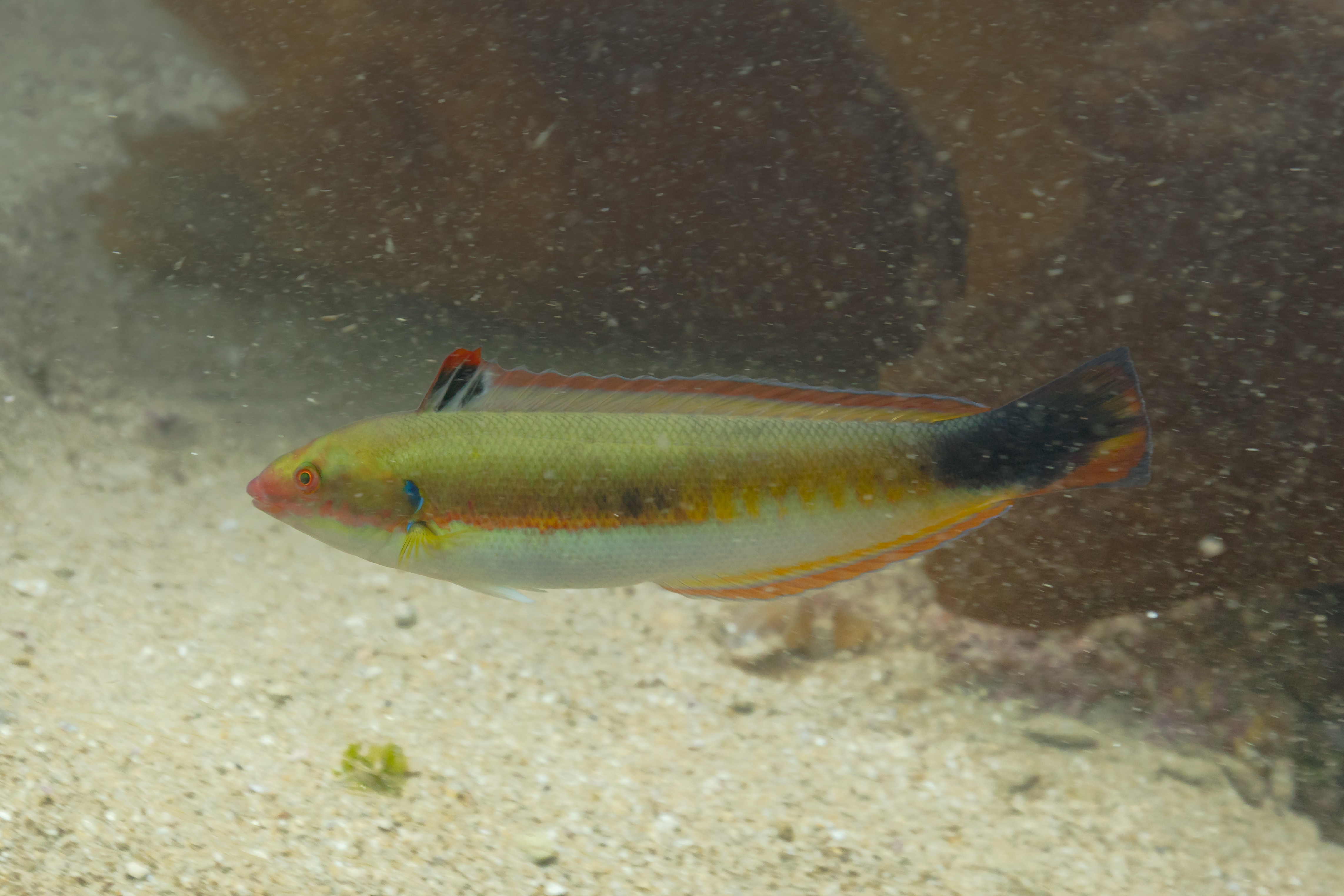
Une girelle royale sur les côtes du Portugal.
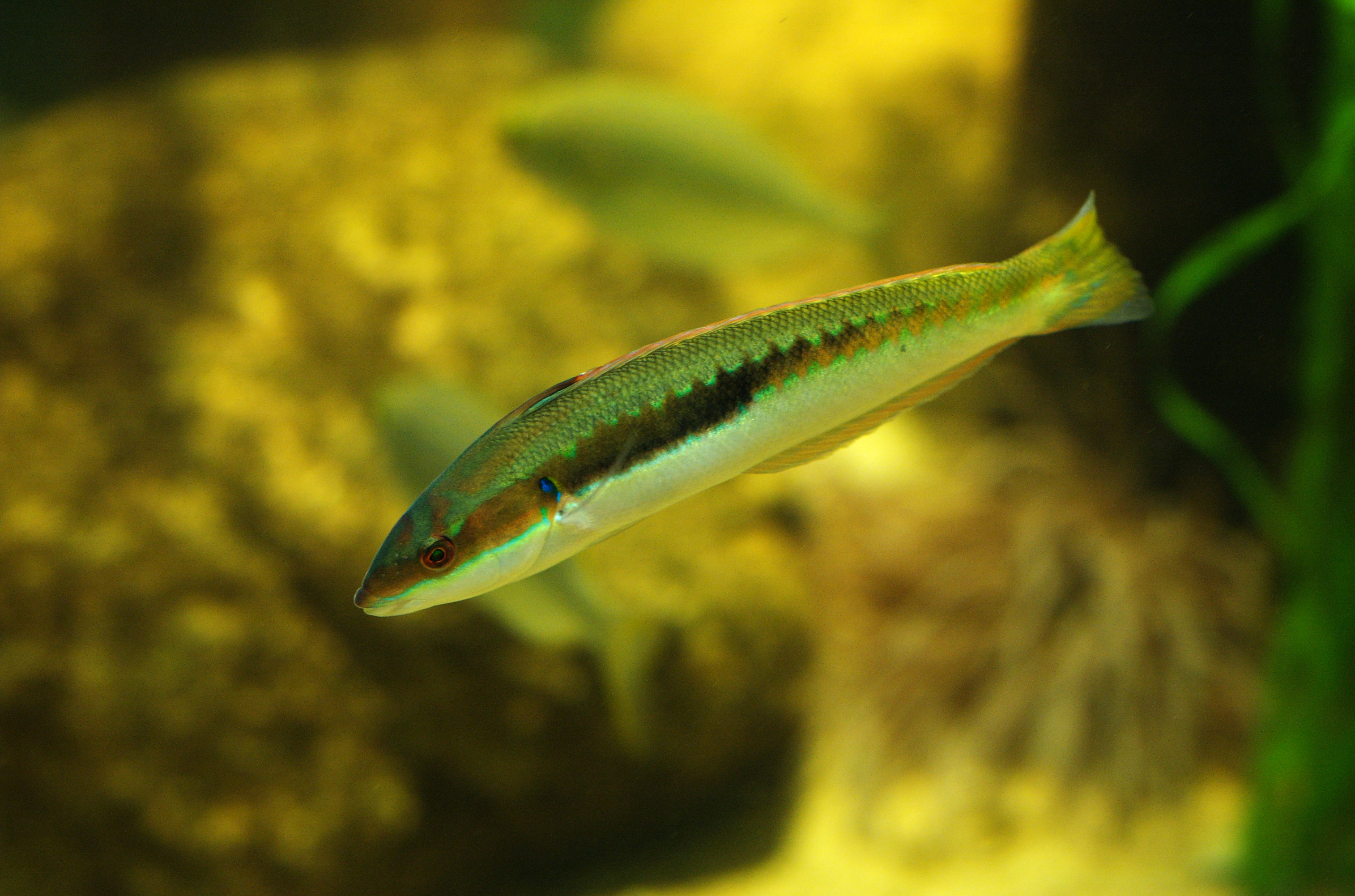
Détail du mâle sur la côte Basque
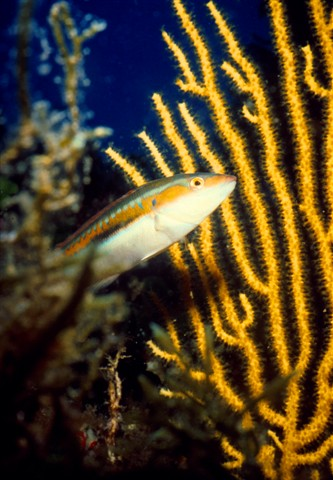
Girelle commune mâle entre des gorgones. Réserve des banyuls
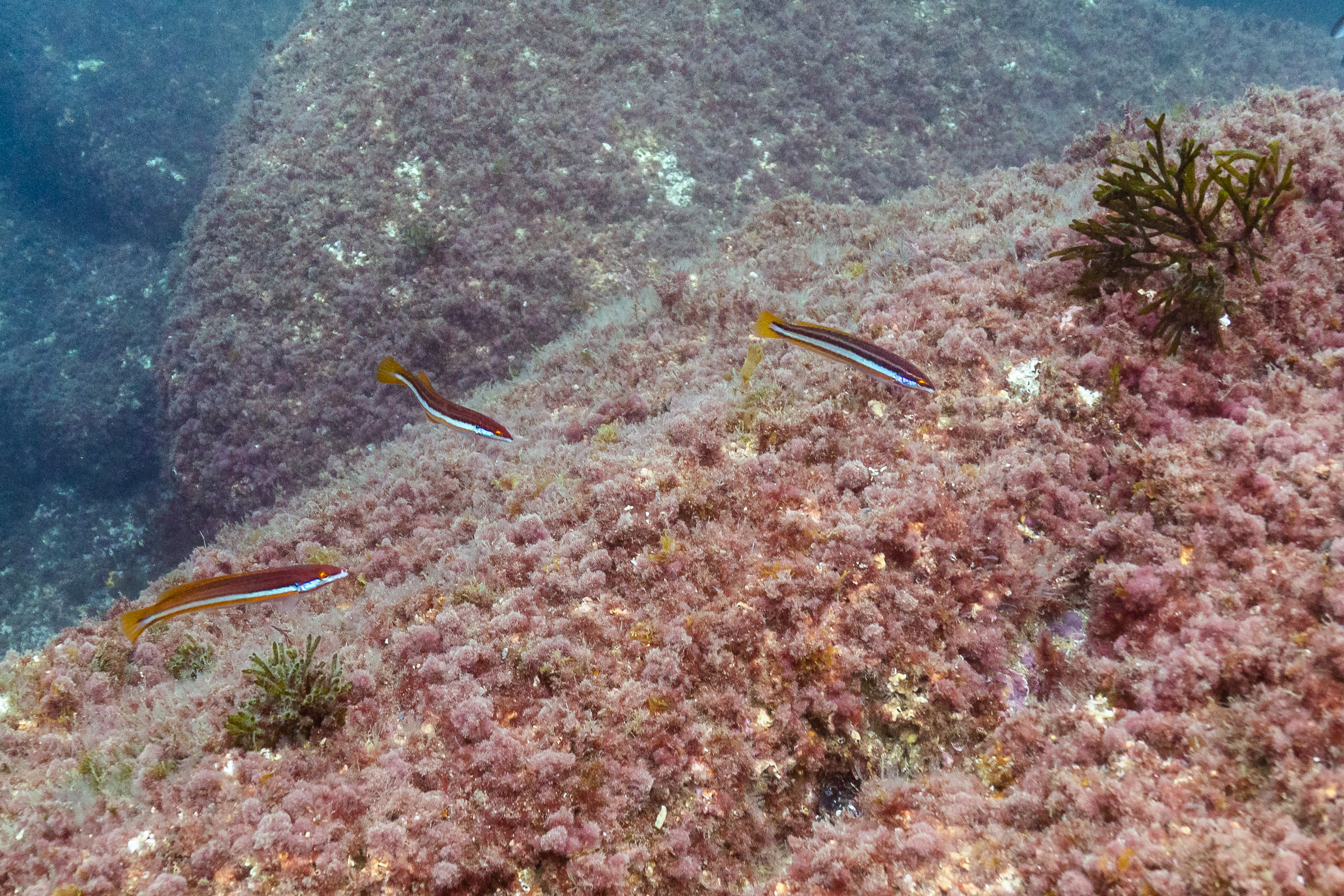
Groupe. Italie
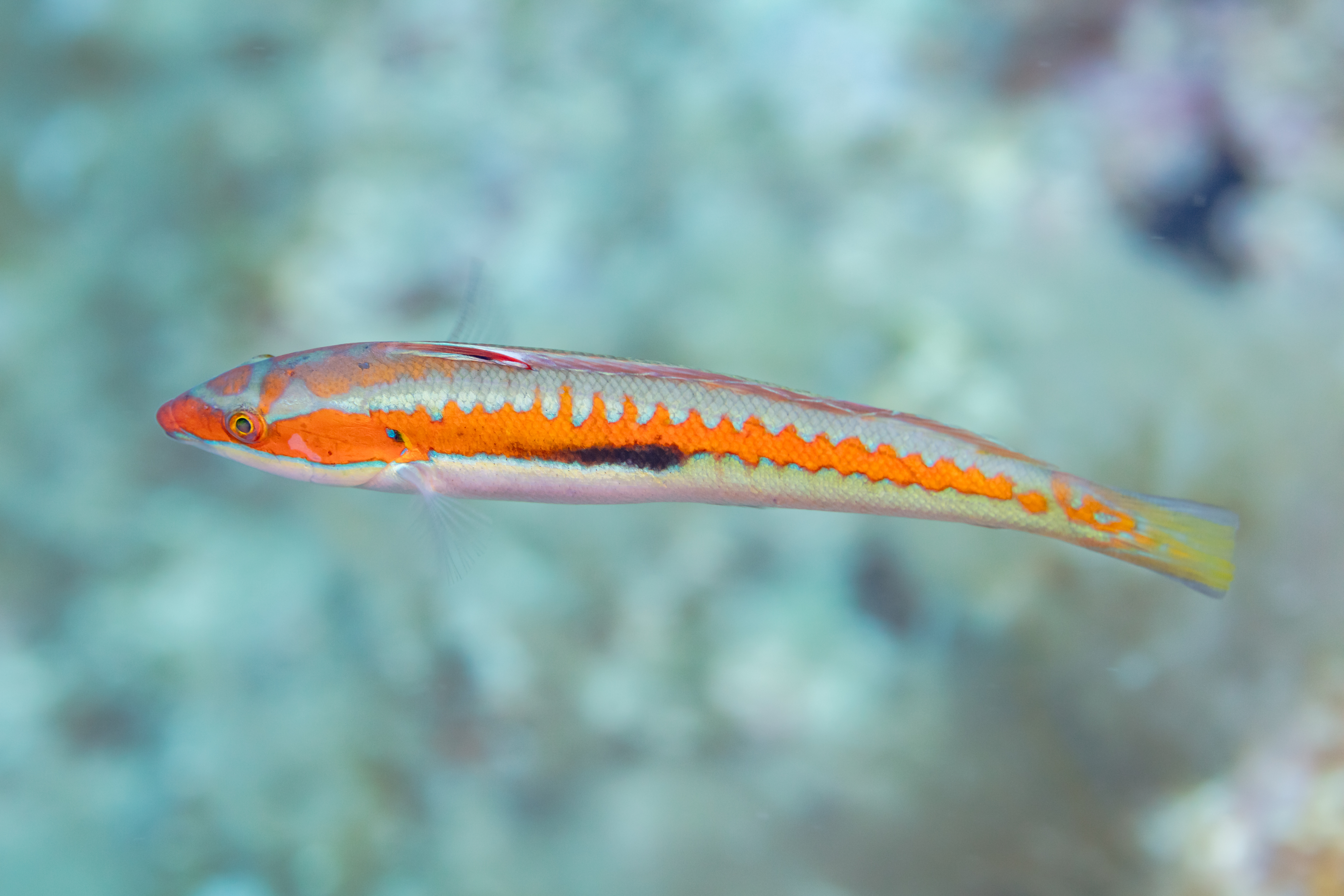
Individu.